# خوارادا
خوارادا (به لاتین: Khvarada) یک منطقهٔ مسکونی در روسیه است که در داغستان واقع شده‌است.